# Maria Gaetana Agnesi
Maria Gaetana Agnesi (født 16 maj 1718 i Milano, død 9 januar 1799 sammesteds) var en italiensk matematiker, filosof, teolog og humanist.
Agnesi var datter af en professor i matematik under hvis ledelse, hun studerede først klassiske og orientalske og senere moderne sprog. Derefter dyrkede hun matematik og fysik, og blev til sidst professor i matematik i Bologna. Hun trådte dog efter få års forløb tilbage fra denne stilling, kastede sig over teologiske studier og helligede sig derpå resten af sit liv ganske til fattig- og sygepleje i Milano.

## Hæder
- Kurven med navnet "Agnesis heks" er opkaldt efter hende
- Agnesi har fået et krater på Venus opkaldt efter sig.[2]
- Asteroiden 16765 Agnesi (1996)[3]